# Vzteklina (seriál)
Vzteklina je český krimi thriller, šestidílná televizní minisérie České televize z roku 2018. Úkolem virologa Pavla Rogla je nalézt příčinu situace, kdy se v okolí šumavské vesnice Bučiny objevují zvířata nakažená vzteklinou. Protagonista dohlíží na vakcinaci a je také pověřen sepsáním odborného posudku týkajícího se dvojnásobné vraždy. Seriál byl natáčen v roce 2017 ve vsi Dolejší Těšov a režíroval ho Tomáš Bařina.

## Obsazení
| Kryštof Hádek         | virolog Pavel Rogl                                               |
| Johana Matoušková     | Gabriela Burešová, dcera hlavního podezřelého a přítelkyně Pavla |
| Gabriela Heclová      | Táňa Burešová, mladší dcera hlavního podezřelého                 |
| Igor Bareš            | Václav Bureš, hlavní podezřelý                                   |
| Adéla Petřeková       | Kateřina Roglová, novinářka, sestra Pavla Rogla                  |
| Petr Stach            | MUDr. Tomáš Polota, exmanžel Gabriely Burešové                   |
| Jan Vlasák            | MUDr. Oldřich Vacek, obvodní lékař                               |
| Leoš Noha             | major Rudolf Valenta, policista                                  |
| Filip Čapka           | nadporučík Luděk Cílek, policista                                |
| Pavla Beretová        | nadporučice Klára Pleslová, policistka                           |
| Eva Leinweberová      | MUDr. Lenka Niklová, policejní patoložka                         |
| Števo Capko           | poručík Brož, policista                                          |
| Jan Novotný           | Alois Pudil                                                      |
| Jiří Ployhar          | Alois Pudil (za mlada)                                           |
| Ihor Krotovych        | Paddy Pudil                                                      |
| Zdenka Procházková    | Erna Hertzová (ve stáří)                                         |
| Denisa Barešová       | Erna Hertzová (ve věku 20 let)                                   |
| Stanislav Majer       | Stanislav Machar                                                 |
| Přemysl Bureš         | Karel Papež                                                      |
| Hana Ševčíková Igonda | Olga Papežová                                                    |
| Václav Helšus         | hajný Holý                                                       |
| Miroslav Hanuš        | starosta Jaroslav Mudroch                                        |
| Ladislav Trojan       | otec Mudroch                                                     |
| Jana Epikaridis       | sekretářka Kortusová                                             |
| Lukáš Melník          | Jan Kouba                                                        |
| Marie Jarošová        | Anna Koubová                                                     |
| Jan Mazák             | Milan Kouba                                                      |
| Ctirad Götz           | Josef Švejda                                                     |
| Petra Jindrová        | Jitka Švejdová                                                   |
| Anežka Rusevová       | Romana Švejdová                                                  |
| Pavel Skřípal         | Jiří Honyš                                                       |
| Jana Šulcová          | Honyšova matka                                                   |
| Libor Jeník           | koordinátor Štěpnička                                            |
| Roman Slovák          | Pavel Houska                                                     |
| Pavel Trávníček       | Ota Soušek                                                       |
| Jana Janěková mladší  | Marta Reková                                                     |
| Karel Polišenský      | Otakar Urban                                                     |
| Matěj Pohořálek       | Otakar Urban (ve věku 20 let)                                    |
| Jiří Štrébl           | plukovník Pačovský                                               |
| Petr Motloch          | veterinář Chládek                                                |
| Denny Ratajský        | šéfredaktor Židovský                                             |
| Radka Fidlerová       | archivářka Kučerová                                              |
| František Mitáš       | komisař Heinz                                                    |
| Jan Fiala             | komisař Gert                                                     |
| Ivo Novák             | historik Hájíček                                                 |
| Jan Kalina            | historik Slezák                                                  |

## Seznam dílů
| Č. v seriálu | Režie        | Scénář      | Premiéra v ČR  |
| ------------ | ------------ | ----------- | -------------- |
| 1            | Tomáš Bařina | Jan Stehlík | 10. ledna 2018 |
| 2            | Tomáš Bařina | Jan Stehlík | 17. ledna 2018 |
| 3            | Tomáš Bařina | Jan Stehlík | 24. ledna 2018 |
| 4            | Tomáš Bařina | Jan Stehlík | 31. ledna 2018 |
| 5            | Tomáš Bařina | Jan Stehlík | 7. února 2018  |
| 6            | Tomáš Bařina | Jan Stehlík | 14. února 2018 |

## Recenze
- Mirka Spáčilová, iDNES.cz
- Kristina Roháčková, Rozhlas.cz
- Marcel Kabát, Lidovky.cz
- Tomáš Stejskal, Aktuálně.cz